# NGC 5998
NGC 5998 est un groupe d'étoiles, situé dans la constellation du Scorpion. Il a été découvert par l'astronome britannique William Herschel en 1786. 